# Municipio de Prairie (condado de Montgomery)
El municipio de Prairie (en inglés: Prairie Township) es un municipio ubicado en el condado de Montgomery en el estado estadounidense de Misuri. En el año 2010 tenía una población de 882 habitantes y una densidad poblacional de 4,46 personas por km².

## Geografía
El municipio de Prairie se encuentra ubicado en las coordenadas 39°5′45″N 91°22′0″O / 39.09583, -91.36667. Según la Oficina del Censo de los Estados Unidos, el municipio tiene una superficie total de 197.59 km², de la cual 196,3 km² corresponden a tierra firme y (0,66 %) 1,29 km² es agua.

## Demografía
Según el censo de 2010, había 882 personas residiendo en el municipio de Prairie. La densidad de población era de 4,46 hab./km². De los 882 habitantes, el municipio de Prairie estaba compuesto por el 95,58 % blancos, el 0,45 % eran afroamericanos, el 0,23 % eran amerindios, el 0,11 % eran isleños del Pacífico, el 0,79 % eran de otras razas y el 2,83 % eran de una mezcla de razas. Del total de la población el 1,7 % eran hispanos o latinos de cualquier raza.